# 来生たかお
来生 たかお（きすぎ たかお、1950年〈昭和25年〉11月16日 - ）は、日本のシンガーソングライター・作曲家である。本名は来生 孝夫（読みは同じ）。

## 人物
※以下では原則として、来生たかおは“来生”に省略、来生えつこは“来生えつこ”と表記。

### アーティスト面
控えめ・都会的・ノスタルジックな作風で知られるニューミュージックのアーティスト。マイナー調の曲が多く、淡々としつつ叙情的なメロディーが特長。ほとんどビブラートを掛けない歌唱は“来生節”とも称される。歌手活動と同時に、姉・来生えつことのコンビを主軸に作曲家としても活動しており、「セーラー服と機関銃」（歌唱：薬師丸ひろ子）、「スローモーション」「セカンド・ラブ」（歌唱：共に中森明菜）、「シルエット・ロマンス」（歌唱：大橋純子）、「マイ・ラグジュアリー・ナイト」（歌唱：しばたはつみ）など、日本ポピュラー音楽史上に残るスタンダードナンバーを数多く送り出している。
自身の音楽の基本はノスタルジーであり、熱愛の頃をふと思い出すようなものを作ってきたと述べ、また、自分は歌手より作曲家に向いていると語る一方で、自作品の細かなニュアンスを一番知っている自分自身でも歌いたいとも語っている。デビュー・アルバムから最新作に至るまで、その作風は一貫しており、自らマンネリズムとも称しているが、それは、時流に流されずマイペースに長らく音楽活動を続ける数少ないアーティストであることの証左ともいえる。2002年には、“自分はまだ良い曲が作れていると思っている。そう感じられなくなったら辞める”と前置きをし、“今、同世代のアーティストが作っている曲は駄目。なんでこんな退屈な曲を作って歌っているのかと思ってしまう。昔の曲の方が断然良い”と明言している。一方で、自身より年長の岡林信康がパワフルに歌っているのをテレビで観た折りは、刺激を受けたと吐露している。
一般的な肩書はシンガーソングライターだが、担当しているのは歌唱と作曲であり（自作曲のいくつかは編曲も担当）、そういう意味では“歌手兼作曲家”と表するのが正確である。また、実の姉弟によるソングライターチームはあまり類例がなく、特にデビュー当初は夫婦に間違えられることが多かった。
なお、デビュー以来レコードジャケット（アルバムでは主に帯）に記されていたアーチスト名のルビ“きすぎ”は、「夢の途中」（シングルおよびアルバム）をもって姿を消す。メジャーな存在になったことによる細やかな変化である（ローマ字による表記はこれ以降も頻発している）。ちなみに、幼少期には苗字に含まれる“きす”（＝Kiss）という響きに関してからかわれたことがあり、来生えつこも同様に苗字に関して様々な苦労をした過去があるという。また、来生えつこの考察によれば、「上杉謙信の家臣であった木次（来次）出雲守（きつぎ・いずものかみ）が来生家の起源であり、武士の身分を捨てた木次が酒田（現：山形県酒田市）に定住する際、“新たな未来を生きる”というような意味合いで“来生”と改名したことに由来する」という（姉弟の父親は山形県の出身である）。これとは別に、木次の自官である出雲（現：島根県の一部）には、木次（きすき）という地名が存在する。
井上陽水、小椋佳に続く第三の新人として、キティレコードからデビューした当時、若者の音楽はまだフォークソング色が濃く、ジーパンにスティール弦アコースティックギター一本というスタイルの歌手も多かった中、ピアノで歌う男性シンガーは珍しかった。最初はザ・ベンチャーズの影響でギターで曲作りも行っていたが、音符（来生自身は“おたまじゃくし”と表現することが多い）として書き留めたい、曲作りの幅を広げたいとの思いで、20歳の時に一念発起、近隣の個人教室で子供と交じりながらピアノを習い始めた。週1回のレッスンを週3回にしてもらい、自宅では紙鍵盤で練習、バイエルを3ヶ月で終わらせ、約1年半の教室通いの後は独学でこなした。ピアノを始めるきっかけの一つとして、ザ・ビートルズの「Let It Be」のイントロを聴き、これくらいなら自分でも弾けるかも知れないと思ったという。
ソングライターコンビは、姉が何気なくノートに書き留めていた散文に勝手に曲を付けるかたちでスタートした。実家を訪れる姉の友達が、ギターで洋楽のフォークソング（ピーター・ポール&マリーの「500マイル」等）を歌っていたが、中には彼等の自作曲もあり、それを羨ましく聴いていたことが、何よりも先に曲作りのきっかけになったという。18歳の頃、来生えつこと共に処女作「サラリーマン」（後にオリジナルアルバム『égalité』に収録）を含むレコードを10枚以上自主制作し、文化放送やニッポン放送へ持ち込んだところ、後者では斉藤安弘の『オールナイトニッポン』で取り上げられたこともあった。また、デビュー曲になる「浅い夢」も19歳の時には既に原曲が作られていたという。
初期の曲作りは、来生がギターでメロディーをワンフレーズ弾き、姉・えつこが目の前でそれに合わせて歌詞を書くという作業を繰り返していたという。ほとんどの楽曲は曲が先に作られ、後から詞が付けられるが、中には「Goodbye Day」のように詞が先の例もある。来生は、自由に楽曲の構成ができるため、曲が先の方が作りやすいと述べている。自演曲の場合、一挙に作り上げるということは滅多になく、部分的に出来たものを暫く放置し、他の曲作りをしつつ完成させて行く。散歩中や就寝前に浮かんだメロディーを録音したり譜面に起こしたりすることもあるという。最初のモチーフから自分のイメージ通りの“良い曲”にするのは難しく、中には7年ぐらいかけて作った曲（オリジナルアルバム『浅い夢』参照）もあるという。提供曲の場合、メロディーにある程度音を重ねたデモテープを作り、作詞家が依頼主の要望に沿った歌詞を付け、それに来生が歌を吹き込んで渡すという流れになる。打ち込みによる曲作りも、早くから機材を購入し、検討してはいたものの、締め切り直前まで作業をしないことが常のため、なかなか使いこなすまでには至らず、そちらはオペレーター（近年はバックバンドのメンバー・小田木隆明）に任せ、自らは楽器を弾くというかたちで作っている。実際に提供歌手が歌ったものは、思いの外良いこともあればその逆もあると語る一方、自分で歌っていても“何でこんなに難しいんだろう。もっと簡単に作れないのか”と自作曲に対する思いを吐露している。また、提供希望歌手として井上陽水の名を挙げており、井上陽水をイメージして作られた楽曲もある一方、2000年にリリースしたシングル「地上のスピード」で共作（作詞：井上陽水/作曲・歌唱：来生たかお）は実現しているものの、2010年1月現在“作曲：来生たかお/歌唱：井上陽水”は未だ実現していない。
“矢倉銀”というペンネームで自作曲の幾つかは編曲も手掛けている。この名は、将棋の戦法（囲い）の1つである矢倉囲いと銀将を掛け合わせたものである。レコーディングには基本的にヴォーカルでのみ参加しているが、自ら編曲を手掛けた楽曲の中にはピアノやエレキピアノで参加しているものもある。
コンサートではこれまでに、グランドピアノ・エレキピアノ・アコースティック・ギター・エレクトリック・ギターを担当して歌っており、2001年からはピアノの弾き語りのみのステージも試み始めている。以前は楽器を弾きながら歌うことがもっぱらで、徐々にマイクを片手に歌う機会も増えたが、後者は余計なこと（客席の人の出入り等）が気になってしまうため、前者の方が集中できるという。また、専属のバックバンドは“Win 9”という名で結成され、“スタートル”と改称した後、幾度かのメンバーチェンジを経て現在に至っている。
『ザ・ベストテン』『夜のヒットスタジオ』『ミュージックステーション』等、数々の音楽番組に出演してきたが、圧倒的な数の人間が観ていると思うと集中して歌えないため、あまり出たくはなく、満足に歌えたこともないと断言している。テレビ出演の心境をよく“寿命が縮む”という言葉で表現しており、特に、歌手デビューの翌月に出演したTBSテレビ系の音楽番組『サウンド・イン"S"』では、錚々たる面々と共にメドレーを行い、失敗したら頭からまたやり直しという極度の緊張感を味わい、その時の光景は今でも夢に現れるという。

### プライベート面
来生えつこによれば、幼少期はぼうっとした子で、何度訂正しても“えんぴつ”を“いちんぷ”と表現する等、いくつかの単語を間違えて覚えていたという。また、中村錦之助、片岡千恵蔵、大友柳太朗等の影響でチャンバラごっこをしたり、風呂敷を羽織って月光仮面を気取ったりしていたが、基本は内弁慶で、その傾向は成人してからも変わっておらず、都会っ子の脆さを持ったシャイな人間だという。自身もその傾向は認めており、家を一歩出ると大人しくなると述べている。自身の性格を対人恐怖症気味と評している通り、テレビやラジオ出演時のトークは苦手で、基本的に寡黙で淡々としているため、司会者や出演者にその点をつっこまれたり気を遣われたりすることも珍しくない。プロとしての初ステージではMC用の台本を用意していたほどである。姉弟が揃ってメディアに出る機会はあまりないが、一緒に出演する時は来生えつこが積極的に喋る傾向にあり、“しっかり者の姉とシャイな弟”という微笑ましい関係が窺える。
思想家・岸田秀の“全ては幻想である”という主張に衝撃を受け、オフィシャルホームページの企画“来生たかおトークセッション”の第3弾 では対談も実現させている（岸田秀著『官僚病から日本を救うために 岸田秀談話集』〈新書館/2009年5月〉に収録）。また、好きな言葉は“色即是空、空即是色”（般若心経の一節）と語り、“前向き・プラス思考という言葉は好きではない”“年を取るとピュアな恋愛なんて不可能”等、ネガティブな発言も少なくなく、自分は厭世的な人間であるとも告白している。ラジオ番組において“大きな野望・小さな野望”との問いを投げ掛けられた折り、“昔から大きな夢も野望もない”と前置きをしつつ、強いて言えば、大きな野望は“かみさんと車で日本全国の温泉巡り”、小さな野望は“タクシーの運転手”と述べている。一方、テレビ番組で“幸せとは?”と問われた時は、“一言では言い表せないこと”と答えている。
35-45歳の頃、来生えつこの仲介により、山口昌男を中心としたテニスサークル“山口組”に夫婦共々参加し、栗本慎一郎や村上龍等とプレーしていたという。また、将棋棋士の田丸昇や高橋道雄ともテニス仲間で、プロテニスプレーヤー・福井烈に相手をしてもらったこともあるという。
来生えつこ率いる草野球チーム“ビコーズ”に顔を出していた時期もあるが、現在はプロの試合観賞がもっぱらで、読売ジャイアンツや楽天イーグルスのファンで、贔屓のチームが負けると食が進まず、プロ野球ニュースを全く観ないほど機嫌が悪くなるが、逆に、勝つとほとんどのスポーツニュースを観ると語っている。近年は国内よりメジャーリーグの方に興味が移りがちらしい。
また、将棋、麻雀、パチンコ等の屋内ゲームを好む。東久留米の将棋クラブに所属し、米長邦雄や田丸昇等と対戦したこともあった。居飛車を得意とし、井上陽水と指した時は勝ったという。麻雀は、井上陽水をはじめ松任谷正隆・由実夫婦ともよく囲んでいたらしい。パチンコは、その儲けで自宅の風呂を改築したこともあった。さらに、かつては『ゼビウス』や『スペースインベーダー』等のアーケードゲームにも興じ、自宅にゲーム機を持ち込む程ハマっていたとのことで、自他共に認める凝り性の気質が窺える。なお、麻雀、将棋に関しては、オフィシャルホームページの企画“来生たかおトークセッション”の第1弾、第2弾 で、プロを交えた対談を行っている。
2003年の小津安二郎生誕100周年をきっかけに、それまでほとんど関心がなかったその作品に一気に傾倒し、アルバムのデザインワークにその雰囲気を反映させている。また、オリジナル・アルバム『avantage』には、同監督作品の『長屋紳士録』（主演：飯田蝶子）で笠智衆が歌った“のぞきからくり”の一節に個人史を載せた「夢の途中譜」を収録している。MCや番組出演時には、同監督作品も含め、映画の話題を切り出すことも少なくない。
大の愛煙家で、煙草（およびコーヒー）がなければ曲が作れないとまで語っている。1983年に不整脈が出たのをきっかけに、銘柄を「ハイライト」から「セブンスター」に替えたものの、1990年のインタビューでは日に約60本吸うと明かしており、1997年のラジオ番組では“健康のために吸っている。止めたらガン細胞が動き出して肺がんになる。どうせ死ぬわけだし、危険を遠ざけて生きるのはつまらない”と独自の哲学を語り、日に約80本吸うと述べている。なお、この時、好きなコーヒーはキーコーヒーのアイスと述べている。
ウニ、イクラ等の高級な食材は食わず嫌いの傾向にあり、コンサートツアーで各地を回る時もあまり名産に興味が持てず、普段から、ラーメン、炒飯、スパゲティ等を好む。来生えつこからは、味覚は子供の頃と変わっていないと揶揄されたこともある。
愛車はミニ・クーパー。将来的にはもっと楽に免許を取得できるシステムになるだろうと考え、もっぱら妻の車の助手席に陣取っていたが、49歳で一念発起し一発合格を果たした。きっかけは、同じように長らく車の運転をしなかった井上陽水が免許を取得したことにあるらしく、その井上は、来生が自動車学校に通い始める数日前に会食をし、その後、帰路の途中まで自分の車で送った事実を引きつつ、万事変化を望まないイメージの来生が運転を始めた意外さに言及している。また、オリジナル・アルバム『Dear my company』に作詞およびコーラスで参加した際、ミニ・クーパーの座席にギルバート・オサリバンのCDケースがさりげなく置かれていたことに気付いたという。
ゴールデンレトリバーの“マル”（現在は2代目）、ミニチュアダックスフントの“ミミ”を飼っており、愛犬の散歩も趣味の一つとしている。散歩中にメロディーを考えたり、歌詞をそらんじることがあるという。東京都内にある小金井公園を散歩コースの一つにしており、園内の売店で販売しているコロッケがお気に入りとのことで、同売店では一時期“来生たかおさん推薦コロッケ 1個100円”との謳い文句が使われていた。
“かみさんはご飯みたいなもの（＝飽きない）”と述べ、その愛妻家振りが窺える。出会いは1978年、コンサート会場の楽屋だった。
お笑い芸人の小島よしおと誕生日（11月16日）が同じことを知り、急に親近感が湧いたと述べている。お笑いグループの我が家が面白いと発言している。
コンサートツアーの1 - 2週間前になると、よく同じ夢を見るという。開演間際にも拘わらず何も準備ができておらず、訳も分からず出鱈目に歌い出すと客席からブーイングが起きる、という内容だと吐露している。また夢の中で作曲をしていることがあり、とても良い曲と感じつつも目が覚めると思い出せないという。

### 音楽的嗜好と影響
元々ザ・ベンチャーズ、寺内タケシとブルージーンズ等のインストナンバーを好んで聴いており、“歌入り”の音楽に興味を持っていなかった。ビートルズの日本公演に足を運んでいるが、これは、同グループのアルバム『Rubber Soul』にこれまでのバンドとは異なる魅力を感じた来生えつこが、そのことを弟にも気付かせたいと思い、都合で同行できなくなった友人の代わりに誘ったものだった。やがて来生自身も、特にポール・マッカートニーの作品を敬愛するようになる。
一方、たまたまジャケットが気に入って買ったギルバート・オサリバンのシングル「さよならがいえない」（原題：No Matter How I Try）や、続く「アローン・アゲイン」や「クレア」等に、探し求めていたものに出会えたという意味で大きな衝撃を受け、“大明神”と称する程に崇めることになり、その楽曲（特に「クレア」）をモチーフに作った曲も多く、またその初期のスタイルを模した衣装でアルバムのジャケットを飾ったり、同様の衣装で「アローン・アゲイン」「クレア」をカヴァーしたこともあり、ビジュアル的にも多大な影響が窺えるが、これには“四畳半フォーク”に馴染めず、弟の作るお洒落なポップスのイメージを強く支持していた来生えつこの、“長髪にジーンズというスタイルだけは避けたかった”という意向も反映されていると思われる。
他にも好きなアーチストや楽曲として、フランシス・レイ（映画『白い恋人たち』のメインテーマ）、ヘンリー・マンシーニ（「Moon River」）、バート・バカラック（「Raindrops Keep Fallin' On My Head」）、エミット・ローズ、マイケル・ジョンソン等を挙げている。“無人島に持って行く1曲”を問われた時は、映画『太陽がいっぱい』のメインテーマ（作曲：ニーノ・ロータ）を選び、古今東西の楽曲の中で一番好きだと語っているが、別の番組では「Moon River」を一番好きな楽曲としている。
また、近年のコンサートでは昭和の流行歌を披露するようになり、2008年には、小学生時代の愛唱歌である「雨に咲く花」（歌唱：井上ひろし）や平岡精二作品等のカヴァーを収録したオリジナルアルバム『余韻』をリリースし、前述の海外アーチスト以前に昭和歌謡の影響もあることを公表している。
他作家の楽曲には音楽理論的な見地から関心を寄せることが多い。小林亜星作曲の「ギターをひこう」（歌唱：加藤登紀子）、加山雄三（弾厚作・名義）作曲・歌唱の「君のスープを」等では、その転調の面白さを語り、1999年にエルヴィス・コステロが歌った「She」には“好きな1曲で、最初のメロディーは良いが、後半はちょっと残念”という感想を述べ、また、当初は全く新しい曲だと思っていたが、カバー（シャルル・アズナヴールによる1974年の作品）だと分かり、がっかりしたという。これは往年のようなシンプルで良い曲が近年に現れたと感激していたからである。
ギルバート・オサリバンに関しては、コード・メロディー・構成が意外な展開を見せる点、ジャズのコードを用いながらポップ調に仕上げる点、1曲の中に多様なエッセンスを贅沢に入れている点等をその魅力として挙げており、自らの声質に合う美しいながらもシンプルなコード進行やメロディーであるポール・マッカートニー作品より凝っていて、専門的な音楽的教養から生み出されるバート・バカラック作品より面白いと分析している。さらに、ボーカルフィーリングや、2拍・4拍を強調するリズミックなピアノ演奏にも言及し、独創的なセンスを持った“最後のシンガーソングライター”とも評している。

## 活動経歴

### デビュー前夜
20代前半、大学時代（20歳の時）に結成した3人組のバンド“ビコーズ”（ピアノ・ギター・ベースの編成）で、音楽喫茶（銀座タクト、渋谷“青い森”等）に出演するようになる（渋谷ジァン・ジァンはオーディションで落選）。バンド名はデイブ・クラーク・ファイブの楽曲「Because」が由来であり、ライヴのオープニングでは同曲を歌っていたという。“青い森”では、アンドレ・カンドレと称していた井上陽水と出会い、お互いオリジナルやビートルズナンバーを演奏していたことから懇意になる。当時、まだギター1本で活動していた井上にはバンド編成でやってみたいとの願望があり、“ビコーズ”がバックを務めたが、程なく他のメンバーが抜けてしまったため、井上・来生の2人で、渋谷ジァン・ジァンや原宿RUIDOの他、関東近辺のライヴやラジオ番組に出演するようになった。ポール・マッカートニーの「Monkberry Moon Delight」等を披露していたが、来生は当時を振り返り、“習い立てのピアノで迷惑かけたんじゃないかな”と回顧している。“青い森”では古井戸やRCサクセションと顔を合わせることもあり、忌野清志郎とは2000年に共作（作詞：忌野清志郎/作曲：来生たかお）も実現させている。
2年程が経ち、井上がシングル「夢の中へ」を大ヒットさせる一方で、来生はアルバイト暮らしを続けていた。そんな時、井上や小椋佳のディレクターをしていた多賀英典と知り合い、井上の1stアルバム『断絶』にアコースティック・ギターで参加することになる。来生は、多賀との対面を導いた井上の存在はデビューの大きなきっかけであるとして、後々コンサートのMCやインタビューにおいて繰り返し回顧している。同時期、いずみたく、浜口庫之助等の作曲家の下へ弟子入り覚悟で曲の売り込みにも出向いているが、ほとんど門前払いの状態だったという。その後、多賀へデモテープの持ち込みを行うが、“レコードにするような良い曲はない”と、こちらもまた突っ撥ねられてしまう。自信があったが故に大きなショックを受けた来生だったが、この人に認められなければ他へ行っても駄目だろうと思い、諦めなかった。来生えつこによれば、多賀も参ってしまうくらいの粘り強さだったという。やがて、スタジオへの出入りを許され、後に「およげ!たいやきくん」を作曲することになる佐瀬寿一と互いの曲を手伝いながらデモ・テープ作りに励み、同時に社員としてインスペクターをこなす日々が暫く続くことになる。ちなみに、インスペクターの業務として羽田健太郎にピアノを依頼したことがあったという。
このままインスペクターのまま生きて行くのかと思っていた頃、デモテープ内の1曲「酔いどれ天使のポルカ」が多賀に認められ、亀渕友香への提供曲に採用される。さらに1974年11月5日、後に高田真樹子も歌うことになる「終止符」を聴いた多賀から“君のレコードを作ろうと思っている”との一報が入った。ヴォーカルの未熟さを自覚しつつも、自作曲に最も適しているのは自分の声だと感じ、レコード・デビューを思い描いていた来生は、この言葉にはいたく感動したという。かくして、書きためていた楽曲の中から50曲をデビュー候補曲として録音する運びとなり、シンガーソングライター・来生たかおの誕生となる。

### 来生たかお大誕生
『週刊少年マガジン』1976年12月12日号にて、“カラー特別企画 陽水・小椋佳につづく彗星 ニューシンガーソングライター 来生たかお大誕生”と題された巻頭特集が組まれた。トップページには小椋佳も映っており、“東京駅かなんかの前の並木道で撮った”と証言している。また、同記事には井上陽水による“生きていたんだね，来生くん”と題したコメントも寄せられている。
当初、井上陽水や小椋佳、敬愛するハリー・ニルソンのような、テレビ等のメディアには余り登場せず楽曲だけを発表して行く“レコーディングアーティスト”のような活動形態を理想としており、当然、多賀が手掛けた井上や小椋と同じ路線になるだろうと思っていたが、前出の少年誌面の特集をはじめ、TBS系の音楽番組『サウンド・イン"S"』でデビューアルバムが取り上げられたり、FMラジオで特番が組まれたりと、一転、積極的な露出という方針に決まり、大いに困惑したという。小椋佳によれば、この頃の来生はあまりにも寡黙なため、付き添いとして一緒にラジオ出演したこともあったという。

### 不遇の時代
デビュー・アルバム『浅い夢』（1976年10月21日リリース）は、アレンジャー・スタジオミュージシャンとして、元ザ・モップスの星勝や、高中正義、高橋ユキヒロ、小原玪、今井裕、後藤次利等のサディスティック・ミカ・バンドの参加メンバー、さらに、安田裕美、大村憲二、是方博邦、斉藤伸雄、村上秀一、浜口茂外也等が名を列ねており、満を持して製作された力作であることが窺える。周辺関係者から20 - 30万枚セールスは間違いないと目され、荒井由実にも気に入られていた。しかし、蓋を開ければ6000枚という大きく期待を下回る結果に終わってしまう。
続く2ndアルバム『ジグザグ』（1977年10月21日リリース） は、ロサンゼルスのスタジオ“ララビー・サウンド”でレコーディングが行われた。デイヴィッド・フォスター、ジェイ・グレイドン、ジム・ケルトナー等、錚々たる面々がスタジオミュージシャンとして参加しているが、これは、小椋佳、星勝、安田裕美のユニットであるフライング・キティ・バンドのアルバム『5・4・3・2・1・0』のレコーディングのついでに来生のアルバムも録ってしまおう、というレコード会社の方針だったらしい。また、同アルバムに収録する曲が足りず、急遽、現地のホテルで、既に出来ていた小椋佳の詞に曲を付けたという（来生たかお関連作品「提供曲」参照）。ちなみに、この時が来生にとって初めての海外旅行となった。海外録音という話題性も兼ね備えた『ジグザグ』に、今度こそはと周囲の期待も高まったが、結局セールスは12000枚に留まった。
来生姉弟自身は、自分達の楽曲がレコードになるという喜びの方が大きかったため、上記2枚のセールス的な結果に特段の落胆はなかったという。ただし、この先もレコードを作らせてもらえるのかという不安はあったと述べている。
そんな中、しばたはつみに提供した「マイ・ラグジュアリー・ナイト」（1977年7月10日リリース）がヒットする。この曲は、小林亜星、筒美京平等のベテラン作家陣が参加した東洋工業（現：マツダ）のCM楽曲コンペのために書かれたもので、来生姉弟は、無名の自分達の作品が選ばれることはないだろうと思っていたものの、参加14曲中、最後の2曲に残り、最終的にしばたはつみ自身が選んだことにより、栄冠を勝ち取った。これを機に二人はソングライターコンビとして一躍脚光を浴び、以降、楽曲提供の依頼が次々と舞い込むようになる。
一方、来生自身もマイペース且つコンスタントに楽曲をリリースし、CMとのタイアップや、映画・ドラマ主題歌への起用も続くものの、なかなか大きなヒットに恵まれなかった。次第に、歌手ではなく作曲家に徹するべきかと思い始めていた頃、10枚目のシングル「Goodbye Day」がスマッシュヒットし、もう少し頑張ってみようと奮起することになる。

### 一躍ヒット・メーカーへ
1981年12月19日、全国東映系で公開された角川春樹事務所/キティ・フィルム提携映画『セーラー服と機関銃』の主題歌は、当初、来生自身の歌唱で話は進められ、レコーディングも済んでいたが、監督の相米慎二により同映画の主演女優・薬師丸ひろ子が歌う発案がキティ・フィルム代表の多賀英典になされた。好評だったシングル「Goodbye Day」に続く楽曲として、プロデューサー・多賀英典と共に姉弟自身もヒットを予感しており、ここで勢いに乗りたいと考えていた最中であったため、大騒ぎになった。多賀は東映側に押されて承諾したものの、薬師丸が来生のファンであったこともあり、それぞれが「セーラー服と機関銃」「夢の途中」としてリリースする“競作シングル”というかたちで決着を付けた。
この2曲は一部歌詞に相違があるが、意図的なものではない。来生えつこによれば、レコーディングのギリギリまで歌詞を書き換えることは茶飯事で、この時はいつにも増して試行錯誤を重ねていたため、受け渡しの最中に手違いがあったとされる。“夢の途中”というタイトルは不意に思い付いたものの、先にタイトルが決まっていることは稀で、また、ヒットの期待を込めた曲には“夢”というキーワードを入れる彼女としては、来生のデビュー曲「浅い夢」に絡めて拘りを持っていた“夢の途中”というフレーズが「セーラー服と機関銃」の歌詞から消えてしまったことは残念だったが、薬師丸の澄んだ歌声を聴いた時は“いけるかも”と思ったという。また、来生は同映画の主題歌候補として3曲用意しており、その決定はプロデューサーによってなされた。来生は、自信がなかった楽曲が選ばれたと回顧している。
「セーラー服と機関銃」（1981年11月21日リリース）は、リリースの前から予約が殺到し、たちまちオリコンチャートで第1位を獲得した。一方、同年11月10日に先駆けてリリースされた「夢の途中」は、当初オリコンで第200位前後だったが、「セーラー服と機関銃」の影響もあってかランキングを上昇し続け、翌年3月には最高第4位、有線では第1位を獲得、来生の最大のヒット曲となった。ちなみに、同曲のB面に収録された「美しい女」を作詞した山川啓介と来生はほとんど面識がなかったが、「ある時1度会った際に、山川さんから『ありがとうございました』と言われました。B面の作詞家にも多大な印税収入が舞い込んだからだと思います」と自身のコンサートで語っている。
「夢の途中」「セーラー服と機関銃」の大ヒットで楽曲提供の依頼が殺到し、年間100曲以上作っていた時期もあり、時に、来生はもうマンネリと揶揄されることもあったが、「夢の途中」のような曲を、との注文を付ける依頼も少なくなかったため、自然と似たようなコード進行になってしまったと吐露している。また、TBSドラマ『2年B組仙八先生』の主演の話が舞い込んだが、音楽以外の仕事をする気にはなれないとの理由で断っている。
「シルエット・ロマンス」は、サンリオ（後に出版権はハーレクインに移行）の「シルエットロマンスシリーズ」のイメージソングとして作られたため、最初からタイトルは決まっていた。実力派歌手である大橋純子が歌うということで、思う存分難しい曲を作ろうと考えた来生は、先に出来上がったサビの部分に確かな手応えを感じ、“これはいける”と思ったという。一方来生えつこによれば、同曲をあまり過度な情感を込めて歌って欲しくなかったため、あえて大橋がまだ歌い慣れる前の最初の2 - 3テイクを使用して貰ったらしい。当時休業を考えていた大橋は、歌手活動再開までの間世間が自分を忘れないためにも同曲をヒットさせたいと思っており、実際、「セーラー服と機関銃」が忽ちヒットしたのとは対照的にじわじわと人気を獲得し、大橋自身も第24回日本レコード大賞最優秀歌唱賞を受賞した。また、来生も第2回日本作曲大賞優秀作品賞を、来生えつこと共に中山晋平・西条八十賞を受賞しており、その後も多くの歌手がカヴァーを試みるスタンダードナンバーとなっている（来生たかお関連作品「被カヴァー曲」参照）。井上陽水は、来生が同曲を歌っているテレビ番組をたまたま目にし、“詞の良さ、曲の良さ、来生たかおの真摯な姿勢が相俟って、思わず涙ぐんだ”と述べつつ、改めて目の前で来生の歌を聴いた後は、“パチンコの合間にこんな良い曲を作ってるらしいんですよ”とからかっている。
「セカンド・ラブ」は、「シルエット・ロマンス」のヒットにより、大橋純子サイドから再び楽曲提供の依頼があるだろうと見越して作られた曲だったが、中森明菜を手掛けていたディレクターの目に止まり、ぜひ明菜に歌わせたいということで提供に至った。ただしセカンドシングルということで「セカンド・ラブ」というタイトルを付けたものの、実際には3rdシングルとしてリリースされた。大橋純子用に音域を広くして作った同曲を、まだデビュー間もない中森が歌ったことに対し、来生は“大変だったんじゃないかな”と述べている。また、同曲が第3回日本作曲大賞を受賞した際、松任谷由実が原田知世に提供した「時をかける少女」もノミネートされており、会場の来生たかおおよびその関係者は、滅多に公の場に姿を見せない松任谷がわざわざ来ていて、しかもステージに向かいやすい通路側に座っていたことから、「時をかける少女」の受賞は事前に決まっていると思っていたという。なお、同賞の景品として車が進呈されたが、当時、姉弟は共に運転免許を持っていなかったため、急遽来生夫人が教習所へ通うことになった。また、本曲より前に松任谷由実が同じタイトルで作詞をした楽曲（作詞：呉田軽穂／作曲：杉真理）を須藤薫に書いており、後にそれを知った来生は動揺したという(オフィシャルファンクラブ「TAKAO CLUB」の会報「HEAD ROCK」)。
1983年、念願だった美空ひばりへの楽曲提供が実現した。提供曲「笑ってよムーンライト」は、大ヒットするだろうという思惑は外れたものの、来生自身は名曲と自負している。レコーディングの折り、ひばりは真っ赤なスーツ姿でスタジオに現れ、編曲を担当した坂本龍一と共に感激したという。レコーディング自体も難なく完遂し、プロ意識を感じたと述べている。また、姉弟でひばり邸を訪れたこともあり、その際、もっとジャズナンバーも歌って欲しいと懇願したところ、ひばり自身もそれを希望しているものの、多くの観客の要望と合致しないため、なかなか叶わないという思いを吐露された。ひばりとはフジテレビ系音楽番組『夜のヒットスタジオ』で一度だけ競演も果たしているが、番組側の、ピアノはフェイクでも構わないとの意向で、来生はピアノに向かっているだけで実際には弾かなかったと明かしている。
1984年、フランスはパリにおいて企画アルバム『LABYRINTH』のレコーディングを行った。同アルバムのプロデュースおよび全編曲を担ったポール・モーリアは、それまで、必然性を感じないという理由で日本人アーティストからのプロデュース依頼を断っていたが、来生の楽曲と自身の編曲は合うと感じ、引き受けたという。また、来生を“一見シンプルだが人の耳を惹き付ける明快でロマンティックな音楽を創るアーティスト”と評し、そのメロディーとヴォーカルが持つオリジナリティーに尊敬の念を抱いたという。来生作品は多少ヨーロッパ的に聞こえるが、そのメロディーが持つセンチメンタル且つロマンティックな雰囲気は、フランスにはない日本的な響きであるとし、いずれもメロディーラインを重視した美しい曲であると述べている。対する来生は、自作品のメロディーを生かしてくれる美しいストリングを嬉しく感じ、また、ポール・モーリアの楽譜に通常各楽器の演奏者に委ねられることが多いフィルインまで詳細に記されているのを目にし、その完璧主義振りに驚いたという。同年に開催されたポール・モーリアの来日公演『PAUL MAURIAT JAPAN TOUR 1984』の11月23日・12月2日にゲスト出演し、翌1985年には上記アルバムを基調とした『LABYRINTH TAKAO KISUGI with PAUL MAURIAT』と題した映像作品もリリースしている。さらに、2008年にリリースされた10枚組CD『ポールモーリアの世界』（ユーキャン〈ユニバーサルミュージック〉）付属の特別編集誌『ポールモーリア物語』には“ポールモーリアとの思い出”と題されたコメントを寄稿している。
1986年6月30日 - 7月22日、歌手デビュー10周年企画コンサート『来生たかお10th ANNIVERSARY“ELEVEN NIGHT THEATER”』（東京都・FM東京ホール）が開催された。11日間（週末を含む3日程の単位）で既出のオリジナル・アルバム11枚から全曲披露するという前代未聞の内容であった。折りしも、次のオリジナル・アルバム『I Will...』の制作の途中でもあり、来生自身は同企画を承諾するかどうかかなり悩んでいたが、先んじて告知が出てしまったため、止むなく決行となった。そして、危惧していた通り、コンサートは準備の段階から過酷を極めることになる。基本的に来生自身が百数十曲にも及ぶ楽曲のライヴ用アレンジを施した後、バックバンドと共にリハーサルを行い、いざコンサートが始まってからも、毎回セットリストが異なるためステージが終わる度に次回の練習をこなすという状況で、アルバム制作の方は一旦中断せざるを得なくなった。また、MCの内容もいつも同じというわけにも行かず、コンサートの後半は来生えつこが台本を用意し、彼女自身もスケジュールの都合が付いた日は舞台に上がったため、観客席でゆっくり楽しめず残念だったと語っている。全ステージ終了後、来生はやつれていたらしいが、その後すぐにアルバム制作が再開され、姉弟は事務所とレコーディングスタジオに分かれてカンヅメになった。当初来生えつこは、歌手デビュー10周年記念のアルバムでもあるため、かつてのように膝を突き合わせて1曲1曲作りたいとの思いもあったが、時間的に叶わず口惜しかったと回顧している。ちなみにこの企画を先に耳にしていたら絶対反対したとも告白している。なお、7月12日（『夢の途中』の回）のステージは後日ラジオで放送された。
1990年、井上陽水のシングル「少年時代」（同年10月21日リリース）でピアノを担当する。井上は来生に依頼した理由として、“彼は曲を作って歌っている分、ピアノが手薄かなと思って”と笑いつつ、どこか未完成でまだまだ上達する余地のある少年というイメージが曲調に合致し、実際、望み通りのピアノであったことを明かしている。来生によれば、スタジオの井上から“今レコーディングしてるんだけど、とにかく来て”と電話が入り、“ポール・マッカートニーのような、専業のピアニストには出せない味のピアノが欲しい”と言われたという。1999年9月24日、井上陽水の数年振りの全国コンサートツアーに先駆けて開催されたシークレットライヴにおいて、初めて同曲での共演が実現した。
1991年5月23日、歌手デビュー15周年記念イベントとして、東京は日本武道館において『来生たかお in 武道館〜アコースティックスペシャル〜』を開催した。「夢の途中」が大ヒットした当時にも同所での公演の勧めはあったが、自身のコンサートとしてはキャパシティーが大き過ぎるとの理由で断っていた。しかし、歌手デビュー15周年に際して再び同企画が持ち上がった際は、記念の年でもあり、広い会場で観てみたいとのファン心理も踏まえ、一生に一度という思いで実現させた。編成は、来生自身のピアノ、バックバンドの“スタートル”、70人から成るオーケストラというものだった。ちなみに、アマチュア時代に同所でザ・ビートルズの日本公演を観た頃と違い、安全地帯の公演を観た時（歌手デビュー15周年記念イベントの数年前）は、同所をそれ程大きいとは感じなかったという。
1991年10月25日、ギルバート・オサリバンとの競作シングル曲「出会えてよかった」「What A Way (To Show I Love You) / 出会えてよかった」がリリースされる（オサリバンは後者の作詞も手掛けており、“共作”というかたちでもある）。自他共に認めるオサリヴァンファンの来生は、それまでにもオサリバンのベスト・アルバム『アローン・アゲイン』（1986年3月25日）、『アナザー・サイド』（1988年6月25日）にコメントを寄稿（後者は選曲監修も兼務）していたが、1990年、日本における事実上の復帰作として発表されたアルバム『In The Key Of G』へも、忌憚のないアルバム評と共に復帰歓迎の思いを寄せた。この時、音楽シーンへの復帰を盛り立てる話題作りとして、オサリバンによる来生作品のカバー企画が持ち上がるが、どうせなら新作をというオサリバン自身の意向により、競作（共作）が実現した。来生姉弟は、ずっと自作自演でやって来たオサリバンが、自分達の曲を歌ってくれることが信じられなかったと回顧しており、2010年現在においても、オサリバンのリリース楽曲中、唯一の例外となっている。来生は、過去にもオサリバンをイメージして作曲したことはあったが、それを超えるものというプレッシャーの中で書き下ろした4曲の中から「What A Way（To Show I Love You）/出会えてよかった」は選ばれた。同曲はオサリバンの日本盤アルバム『Sounds Of The Loop/あの日の僕をさがして』にも収録され、同アルバム収録の「Can't Think Straight/ぼくときみのラヴ・ソング」（作詞・作曲：ギルバート・オサリバン）ではデュエットも実現、さらにテレビ番組やステージでの共演も果たした（「略歴」「コンサートツアー/スペシャルライヴ」参照）。殊にステージでの共演については、当初関係者から提案がなされていたが、来生はオサリバンのステージを観客として堪能したいとの思いで断っていた。しかし、観覧後にオサリバンの楽屋を訪れたところ、オサリバン自身からデュエットをしたい旨を告げられたため、わずか2日後の共演を承諾したという。ちなみに、2人は同年の9月1日、イギリス領内のジャージー島にあるオサリバンの自宅において初対面をする。来生には憧れの人物に直接会いたいという願望はなく、寧ろ会ってイメージが壊れてしまうことに不安もあったが、オサリバンは思い描いていた通りの人柄で、その素朴な生活スタイルも想像と違わず、良かったと述べている。来生えつこ曰く、“2人は変わり者同士”らしい。後年、「Can't Think Straight」は日本国外では来生のパートがペギー・リーの歌唱による英語詞に差し替えられ、世界発売されることとなる。
1995年7月21日、歌手デビュー20周年記念として、東京はNHKホールにおいて『20周年スペシャルコンサート 浅い夢から』を開催した。このステージの一部は映像作品『TAKAO KISUGI LIVE 浅い夢から』に収められている。
2000年11月10日、歌手デビュー25周年記念アルバム『Dear my company』をリリース。大橋純子、中森明菜、薬師丸ひろ子とのデュエットに加え、作家陣に、井上陽水、忌野清志郎、尾崎亜美、永六輔、柚木美祐を迎える等、特別の1枚となった。
2001年、『Stand Alone』と題したピアノの弾き語りコンサートを初めて開催した。以降、フルバンド編成と共に恒例のスタイルとなる。なお、バックバンド“スタートル”のメンバーをサポートに迎えるソロステージも『Stand Alone』の一環として捉えられている。
2005年、歌手デビュー30周年記念コンサートツアー『30th Anniversary Concert Tour 2005 avantage アヴァンタージュ』が開催され、12月26日、東京は中野サンプラザにおいて行われた『30th Anniversary X’mas Concert Tour 2005 avantage アヴァンタージュ』のステージは、映像作品『TAKAO KISUGI 30th Anniversary X'mas Concert 2005 avantage』に収められている。
2010年末『来生たかお 35th Anniversary スペシャル・ライブ2010 Stand Alone Christmas Color』が開催され、翌2011年、歌手デビュー35周年企画コンサートツアー『来生たかお 35th Anniversary Concert Tour 2011 ひたすらに』が開催された。さらに、オリジナルアルバム『ひたすらに』をタイトルに冠したコンサートツアーが2011年にスタートした。
2011年7月1日、歌手デビュー35周年記念として、東京はサントリーホールにおいて『来生たかお 35th Anniversary Solo Live Premium Stand Alone 2011』を開催した。前2010年の夏、事務所のマネージャー兼社長から、歌手デビュー35周年であり、かつソロライヴを初めて10年の節目でもあることから、サントリーホールでの公演を持ち掛けられた。来生は当初、クラシックコンサートが主体である同ホールに立つことに迷いもあったが、先々の事柄に承諾を出してしまう性格であるため、実現に至った。また、引き受けてしまったことに対する不安と後悔で、公演当日まで戦々恐々としていたという。

## 関連エピソード

### 提供曲・被カヴァー曲
※個々の楽曲に関しては来生たかお関連作品「提供曲」「被カヴァー曲」参照
2010年1月現在、提供曲は400曲を超えている。提供先は女性歌手が多いが、アイドル系（河合奈保子、斉藤由貴、西村知美、中森明菜、南野陽子、松田聖子、山口百恵、柏原芳恵、等）、シンガーソングライター系（小椋佳、さだまさし、やしきたかじん、等）、歌謡曲系（伊東ゆかり、西郷輝彦、髙橋真梨子、布施明、等）、演歌系（五木ひろし、島倉千代子、森進一、等）と、多方面に亘る。三浦友和、桃井かおり、倉橋ルイ子、平井菜水は、全収録曲が来生たかおの手によるアルバムを発表している。
「Goodbye Day」、「夢の途中（セーラー服と機関銃）」、「スローモーション」、「セカンド・ラブ」等、多くのアーチストが来生作品をカヴァーしており、「Goodbye Day」に至っては中国や韓国にも母国語によるカヴァーヴァージョンがいくつも存在する。
岡村孝子が歌った「はぐれそうな天使」は、提供曲ではなく、カバー曲である。どちらのヴァージョンもHonda「Today」のCMで流れたが、岡村孝子のヴァージョンの方がヒットしたため錯誤が生じやすい。
椎名純平・椎名林檎兄妹は、母親の影響で来生たかお作品に愛着があるようで、共にカバー（椎名純平は「浅い夢」をアルバムでレコーディング、椎名林檎はステージで「マイ・ラグジュアリー・ナイト」を披露）している。
小堺一機は大の来生ファンであることを公言しており、来生えつこからの提案で実現したデビュー曲の「with」（企画アルバム『LABYRINTH II』参照）をはじめ、多くの楽曲提供を受け、自身のアルバム『with K』では来生とのデュエットも果たしている。「with」はライヴ用の楽曲で、当初はリリースの予定はなかったという。ちなみに、小堺の妻は来生自身が歌う同曲を聴き、“こんな良い歌だったんだ”との感想を漏らしたという。楽曲提供に際し、小堺からは“易しい曲を”と頼まれたが、聴く度に上達して行く彼なら歌いこなせるだろうと、来生はあえて難しい曲を提供していたという。
提供曲「モニュメント」を歌った沢田聖子は、高校時代から来生のファンで、念願の1曲だったらしい。
「Goodbye Day」をカヴァーしたJUJUは、元々80年代初頭の音楽が好きで、中森明菜へ楽曲提供もしている来生たかおを“素晴らしい作家さん”と評している。もし来生が演歌調になったこのカバーを聴いたとしたら“ビックリされるんじゃないかな”とも語っている。
時東ぁみのアルバム『②好きです…。』をプロデュースしたつんく♂は、収録曲「小夜子」を作った来生たかおを“すごいメロを生み出す人”と評している。また、同曲の元々の提供歌手である山瀬まみも、収録アルバム『RIBBON』の中で一番好きな曲と雑誌のインタビューで答えている。
「セカンド・ラブ」をカバーした德永英明は、メロディーは心地好いが自身の中に植え付けられていない譜割であり、レコーディングは苦労したという。また、「Yahoo!ライブトーク」にて、歌唱に苦労した部分があったため、“どのように歌えば良いか来生たかお氏に尋ねてみたい”と語ったらしい。
GARNET CROWのヴォーカル・中村由利は、母親の影響で歌謡曲やニューミュージックを聴いており、最も影響を受けたのは来生のオリジナリティのある声だったという 。
「シルエット・ロマンス」をカバーしたこともある平井堅は、自作曲「アイシテル」の制作に際し、昭和の名曲を作った来生姉弟や阿久悠の名を挙げ、その歌詞やメロディーの美しさを自分なりに意識したと述べている。
提供曲「another birthday」を歌った松たか子は、来生はデモテープでさらっとハミングで歌っていたが、いざ自分で歌うととても難しく、また、来生に対しては、美しい日本の言葉を歌っているとの印象が強かったため、自分で歌詞を書いてみたいと思ったという。
提供曲「時を輝かせて」を歌った八神純子は、コンサートのMCにおいて、“他人の曲にはケチをつけたいが勢いがあって明るいから素直に好きになった”と述べたらしい。

### その他
来生ファンを公言する小堺一機は、コンサートにも足を運び、会場に祝いの花を送ることもある。失恋で落ち込んでいる時、友人から勧められて聴いた1stアルバム『浅い夢』がきっかけとなり、2ndアルバム『ジグザグ』は自ら入手したという。第1弾シングル「浅い夢」や、『ジグザグ』収録の「甘い食卓」「マダムとの散歩」に対し、“映像的で、洋画のような内容の歌詞で、当時こんな感じの歌は他に無かった”との感想を述べている。また、「Goodbye Day」を初めて聴いたのも上記の友人を通じてだったと語っている。二人の初対面は日本テレビ系音楽番組『NTV紅白歌のベストテン』の楽屋で、デビューから間もない来生が話題曲のゲストとして出演した際、当時、同番組の前説を務めていた小堺がファンであることを伝えた。スターに囲まれながら楽屋で緊張していた来生は、“救われた気分だった”と回顧している。また、小堺によれば、来生は勝手にステージに上がって来た女性客に“私、あなたの妻です”と迫られたことがあったらしい。
フジテレビ系アニメ『みゆき』では、「疑惑」「白い愁い」「坂道の天使」「つまり、愛してる」「官能少女」「Goodbye Day」等が挿入歌として使われている。
フジテレビ系バラエティ番組『笑っていいとも!』の『テレフォンショッキング』で、タモリに“顔色が悪いですねぇ”“町工場のお兄さんと話してるみたい”等とからかわれた。この時、来生は小堺一機からの紹介で出演し、松任谷正隆を紹介している。また、テレビ東京系音楽番組『タモリの音楽は世界だ』にゲスト出演した時は、タモリの所属事務所（田辺エージェンシー）社長・田邊昭知にルックスが似ていると評された。
さくらももこはかつて、友達が他のアーティストのコンサートに行く中、一人で来生のステージを観に行き、テレビ出演もまめにチェックするほど、外せないミュージシャンだったと述べ、来生は“理想の上司”像であったことも回顧している。また、自身がプロデュースしたアルバム『Sakura Classics Tabidachi Selection』『SAKURA CLASSICS White Selection』（来生たかお関連作品「被カヴァー曲」参照）には共に来生の楽曲が収録されている。2017年11月、作詞をさくらももこ、作曲を来生が手がけ、1曲毎に別の歌手が歌った7曲入りのアルバム「One Week」がリリースされた。この企画は、さくらが７編の詩を来生に送って作曲を依頼したものである。これまで2人は全く面識がなかったため、来生は「何故自分なのか」と驚いたが、依頼の手紙の「私は35年来のファンです」という言葉に感動して引き受けた。さくらの急逝直後の2018年9月1日、神奈川県民ホールでのライブで来生はこのエピソードを明かした上で、このアルバムから2曲（1曲はアンコールの最終曲）を歌い、さくらを追悼した。
杉田かおるは子供の頃“キスギタカオル”と呼ばれてからかわれたことがあったという。
漫画「キャプテン翼」の登場キャラクターである“来生哲兵”は、作者・高橋陽一が来生たかおのファンで、来生たかおの息子の名前を拝借したと言われている。
ギルバート・オサリバンのベスト盤CD-BOX『CARICATURE: THE BOX』（2004年1月1日）のブックレットには、競作シングル「What A Way (To Show I Love You) / 出会えてよかった」のジャケット写真（オサリバン版）が掲載されており、来生たかおに関する“a very famous and well-known aritist”“a Big fan of Gilbert”との記載も見受けられる。なお「What A Way (To Show I Love You) / 出会えてよかった」の音源は収録されていない。
兵庫県新温泉町の湯村温泉にある、芸能・文化人の手形を数多く展示した“ふれあい手形散歩道”には、来生の手形も飾られている（柳通り上側、温泉橋〜繁栄橋区間）。
2006年、林眞須美著/高橋幸春・長冨俊和編『死刑判決は『シルエット・ロマンス』を聴きながら 林眞須美 家族との書簡集』（講談社）と題された書籍が刊行されている。2009年のコンサートではこの本をMCの話題に取り上げた後、「シルエット・ロマンス」を披露している。

## 略歴
※コンサート・テレビ・ラジオの出演は主要なもののみ記載（コンサートツアーは下記「コンサートツアー/スペシャルライヴ」参照）
1950年
11月16日：東京・大森に生まれる。
1971年
井上陽水の1stアルバム『断絶』にアコースティック・ギター担当として参加。
1972年
たまたまジャケットが気に入って買ったギルバート・オサリバンのシングル「No Matter How I Try/さよならがいえない」に衝撃を受ける。
1974年
キティレコードの社員としてインスペクターの業務に就く。
3月21日：亀渕友香のアルバム『Touch Me,Yuka』に、姉弟コンビの手による「酔いどれ天使のポルカ」が収録され、姉弟共に作家デビュー。
1975年
書きためていた楽曲から50曲を選抜し、デビュー候補として録音。
1976年
9月30日：新宿ロフトのオープン記念前夜祭に出演。
10月1日：1stシングル「浅い夢」で歌手デビュー。
10月12日：デビューコンサート（青山タワーホール）を開催（第1曲目は「挿話-エピソード-」）。
10月21日：1stオリジナル・アルバム『浅い夢』をリリース。
1977年
渋谷ジァン・ジァン（月に1度・40分2回ソロステージ）を中心にコンサート活動。
7月1日：シングル「灼けた夏」をリリース。
「マイ・ラグジュアリー・ナイト」（歌唱:しばたはつみ）が、名立たる作曲家の作品の中から東洋工業（現・マツダ）のCM曲として採用され、作曲家として注目される。
10月1日：シングル「長雨-ながあめ-」をリリース。
10月21日：オリジナル・アルバム『ジグザグ』をリリース。
12月：フジテレビ系音楽番組『スター作詞作曲グランプリ』（司会：石坂浩二）に出演し、「星月夜」（作詞：范文雀）を披露（ピアノ/ソロ歌唱/グランプリ大会において第8位にランクイン）。
1978年
都内が中心だったコンサート活動が、関東一円、名古屋、京都へと広がる。
8月1日：シングル「赤毛の隣人」をリリース（オリジナルアルバム『浅い夢』からシングルカット）。
10月1日：シングル「片隅にひとり」をリリース。
11月1日：オリジナル・アルバム『By My Side』をリリース。
1979年
1月15日（放送）：NHK-FMの松任谷由実のスタジオライヴにゲスト出演し、「Corvet 1954」（来生たかお関連作品「未収録曲」参照）をデュエット。
3月（放送）：FM東京『パイオニア サウンドアプローチ』にて尾崎亜美のスタジオライブにゲスト出演。
4月21日：シングル「そして、昼下り」をリリース。
9月27日：本格的なホールコンサート『パステル・ライブ』（東京都・東京厚生年金会館 小ホール）を開催。オフィシャルファンクラブ発足。会報は、キティサークルの総合誌「BACK STAGE PASS」としてスタート。
10月9日：結婚。
10月21日：シングル「あなただけGood Night」をリリース。
三浦友和・他主演の東宝映画『黄金のパートナー』の音楽を高中正義と共に担当し、同映画のエンドロールで初の映画出演。
12月：フジテレビ系ドラマ『翔んだカップル』の音楽（H2Oが歌った主題歌「僕等のダイアリー」を含む）を担当。
12月10日：オリジナル・アルバム『Natural Menu』をリリース。
1980年
4月：初の全国コンサートツアーを開催。
6月19日：長男誕生。
6月21日：シングル「ほんのノスタルジー」をリリース。
7月1日：オリジナル・アルバム『AT RANDOM』をリリース。
11月1日：企画アルバム『来生たかお』をリリース。
1981年
オフィシャルファンクラブが、キティレコード所属アーティストの総合ファンクラブ「キティサークル」内において「TAKAO CLUB」に、総合の会報が「HEAD ROCK」に改称。
2月5日：シングル「とにかく、あした」をリリース（企画アルバム『来生たかお』からシングルカット）。
5月21日：シングル「Goodbye Day」をリリース。スマッシュヒットする。
7月21日：オリジナル・アルバム『Sparkle』をリリース。
11月10日：シングル「夢の途中」をリリース。競作シングル「セーラー服と機関銃」（歌唱:薬師丸ひろ子）と共に大ヒット。
12月10日：オリジナル・アルバム『夢の途中』をリリース。
1982年
4月25日：シングル「気分は逆光線」（両A面）をリリース。
7月21日：桃井かおりとのデュエット曲『ねじれたハートで』をリリース。
10月：大橋純子に提供した「シルエット・ロマンス」で、第2回日本作曲大賞優秀作品賞、中山晋平・西条八十賞を来生えつこと共に受賞。オリジナルシングル「夢の途中」で、スコッチ・マスタリング・アワードのシングル優秀賞、オリジナルアルバム『夢の途中』でLP優秀賞を受賞。
11月10日：オリジナル・アルバム『遊歩道』をリリース。JRN系『サウンド・ストームDjango』において、“来生たかおサウンドノスタルジー”と題した回のパーソナリティを姉弟で務める。
12月1日：シングル「疑惑」をリリース（オリジナル・アルバム『遊歩道』からシングルカット）。
1983年
3月1日：シングル「無口な夜」をリリース。
4月21日：映像作品『来生たかおライヴ Much more...』をリリース。
5月：松田聖子『'83 Spring Concert』（東京都・東京厚生年金会館）にゲスト出演し、提供曲「SUNSET BEACH」をデュエット（ピアノを担当）。FM東京『GW特別企画 松田聖子 ザ・コンサート』で生中継される。
6月4日：6月4日：初のファンの集いを京都府・十字屋フォーラムで開催（参加資格は、十字屋および兵庫県下のレコード店でのオリジナルアルバム『Ordinary』の予約注文）。
7月1日：シングル「吐息の日々」をリリース。
7月25日：オリジナル・アルバム『Ordinary』をリリース。
10月4日：次男誕生。
10月5日：中森明菜に提供した「セカンド・ラブ」で、第3回日本作曲大賞で大賞を受賞。
12月1日：企画アルバム『Visitor』をリリース。
1984年
3月27日（放送）：フジテレビ系バラエティ番組『笑っていいとも!』（『テレフォンショッキング』）に生出演。
7月10日：シングル「そっとMIDNIGHT」をリリース。
8月10日：オリジナル・アルバム『ROMANTIC CINEMATIC』をリリース。
9月14日 - 10月2日：フランスはパリにおいて企画アルバム『LABYRINTH』のレコーディングを行う。
11月1日：シングル「白いラビリンス（迷い）」をリリース。
11月23日・12月2日：ポール・モーリアの第14回日本公演『PAUL MAURIAT JAPAN TOUR 1984』（東京都・NHKホール/大阪府・大阪フェスティバルホール）にゲスト出演。大阪公演の「白いラビリンス（迷い）」がTBS系音楽番組『ザ・ベストテン』で生中継される。
12月1日：企画アルバム『LABYRINTH』をリリース。
1985年
3月21日：『PAUL MAURIAT JAPAN TOUR 1984』（大阪府・大阪フェスティバルホール）へのゲスト出演のステージを含む、映像作品『LABYRINTH TAKAO KISUGI with PAUL MAURIAT』をリリース。
9月10日：シングル「はぐれそうな天使」をリリース。
11月25日：オリジナル・アルバム『ONLY YESTERDAY』をリリース。
1986年
4月25日：シングル「あした晴れるか」をリリース。
6月30日 - 7月22日：歌手デビュー10周年企画コンサート『来生たかお10th ANNIVERSARY“ELEVEN NIGHT THEATER”』（東京都・FM東京ホール）を開催。
9月25日：シングル「フェアウェル」、オリジナル・アルバム『I Will...』をリリース。
1987年
6月7日：『小椋佳コンサート 君を歌おうとして』（東京都・NHKホール）に井上陽水と共にゲスト出演。小椋佳の楽曲「少しは私に愛を下さい」を井上陽水、小椋佳とデュエット（ピアノを担当）。
8月（放送）：TBS系『クイズダービー』の放送第600回記念に、文化人ファミリーの1組として姉弟で出演。
10月25日：シングル「時を咲かせて」をリリース。
11月25日：オリジナル・アルバム『Étranger』をリリース。
1988年
オフィシャルファンクラブ会報『égalité』隔月発行開始。
月日不明：シンガポールでファンクラブ向けのイベントを開催。
2月13日（放送）：『加山雄三ショー 競演!来生たかお・岩崎宏美・島田歌穂』にゲスト出演。自作曲（「夢の途中」〈Duet with 加山雄三〉、「時を咲かせて」）のほか、ザ・ベンチャーズの楽曲「Pipeline」「Walk Don't Run」、加山雄三の楽曲「蒼い星屑」をエレクトリック・ギターでセッションおよびデュエット。
6月21日：フジテレビ開局30周年記念の東宝映画『優駿 ORACIÓN』のイメージソング「ORACIÓN -祈り-」を、同映画の主演・斉藤由貴とのデュエットでリリース。
7月25日：シングル「ORACIÓN-祈り-」をリリース（ソロヴァージョン）。
8月27日（放送）： 日本テレビ系『24時間テレビ 「愛は地球を救う」11』にゲスト出演。同番組のために書き下ろしたテーマ曲「Mail of love」（Duet with 東京少年少女合唱隊）を披露。
9月12日：『来生たかお With フルオーケストラコンサート STÉLLA』を開始（東京都・昭和女子大学人見記念講堂を皮切りに全国5大都市で開催）。
11月25日：オリジナル・アルバム『With Time』をリリース。
1989年
月日不明：グァムでファンクラブ向けのイベントを開催。
4月12日：シングル「語りつぐ愛に」をリリース（オリジナル・アルバム『With Time』からシングルカット）。
6月26日：シングル「Silent Memory」をリリース（オリジナル・アルバム『With Time』からシングルカット）。
11月25日：オリジナル・アルバム『SOMETHING ELSE』をリリース。
1990年
6月21日（出発）：ハワイでファンクラブ向けのイベントを開催。
11月28日：シングル「夢より遠くへ」をリリース。
1991年
2月22日（放送）：NHK総合の音楽番組『音楽・夢コレクション』の“女を歌う来生メドレー”の回に出演し、「Goodbye Day」「夢の途中」「夢より遠くへ」を披露。出演者（島田歌穂、白木美貴子、中島啓江、森川由加里、森公美子）が来生の代表曲を歌う。
4月25日：オリジナル・アルバム『永遠の瞬間』をリリース。
5月23日：歌手デビュー15周年記念イベント『来生たかお in 武道館 アコースティックスペシャル』（東京都・日本武道館）を開催。映像作品『来生たかお CONCERT TOUR 〜永遠の瞬間〜』をリリース。
7月17日- 22日：ハワイでファンクラブ向けのイベントを開催。
10月25日：企画アルバム『LABYRINTH II』、ギルバート・オサリバンとの競作となったシングル「出会えてよかった」（ギルバート・オサリバン版のタイトルは「What A Way（To Show I Love You）」）をリリース。
10月30日（放送）：朝日放送『おはよう朝日です』に、ギルバート・オサリバンと共に出演。
12月8日（放送）：NHK総合の音楽番組『夜にありがとう 夢の競演』に、ギルバート・オサリバンと共に出演。オサリバンとのデュエット曲「Can't Think Straight/ぼくときみのラヴ・ソング」を披露（ピアノを担当）。
1992年
月日不明：テレビ東京系音楽番組『タモリの音楽は世界だ』にギルバート・オサリバンの付き添いとして出演（オサリヴァンは競作曲「What A Way（To Show I Love You）」を披露）。
2月26日：ギルバート・オサリバンの初来日公演（東京都・中野サンプラザ）にゲスト出演。アンコールで「Can't Think Straight/ぼくときみのラヴ・ソング」を披露。
5月27日：シングル「ため息のあとで」をリリース。
7月1日：株式会社ベイシックを設立し、独立。
11月21日：シングル「愛する時間に」をリリース。
1993年
7月1日：シングル「二人の場所」をリリース。
9月26日：映像作品『TAKAO KISUGI ACOUSTIC TRACKS』をリリース。
11月26日：オリジナル・アルバム『Passage』をリリース。
1994年
6月1日：シングル「やわらかな刺激」をリリース。
11月2日：オリジナル・アルバム『Another Story』をリリース。
12月1日：シングル「永遠なる序章」をリリース（オリジナル・アルバム『Another Story』からシングルカット）。
1995年
6月23日：日本テレビ系音楽番組『FAN』に出演し、自作曲（「夢の途中」「浅い夢 20thアニバーサリー・ニューレコーディング」）のほか、ギルバート・オサリバンと「Clair」をピアノセッションでデュエット。
7月21日：歌手デビュー20周年記念コンサート『20周年スペシャルコンサート 浅い夢から』（東京都・NHKホール）を開催。シングル「浅い夢 20thアニバーサリー・ニューレコーディング」、企画アルバム『来生たかおSONGS』をリリース。
10月25日：映像作品『TAKAO KISUGI LIVE 浅い夢から』をリリース。
1997年
キティ・エンタープライズから日本コロムビアへ所属レコード会社を移籍。
1月21日：シングル「渇いた季節」をリリース。
2月21日：オリジナル・アルバム『Purity』をリリース。
6月 - 8月：エルダミュージカル『エルダ・フェアリー・パフォーマンス 夢にくちづけ』（7都市・16回公演）に、作曲者として、安田裕美、喜納正明、工藤司と共に参加。
11月1日：企画アルバム『夢より遠くへ -melodies & stories-』をリリース。
1998年
オフィシャルファンクラブが「TAKAO CLUB」から「来生たかおインフォメーションデスク」に、会報が『égalité』（隔月発行）から『別冊 来生たかお』（年4回発行）に改称。
1月21日：シングル「どこまでも恋心」をリリース。
4月1日：シングル「頬杖の幸福」をリリース。
4月3日（放送）：TBS系ドラマ“柴門ふみ”スペシャル『新・同棲時代』に“KASHIWAGI”役（台詞なし）で出演。
7月：オフィシャルファンクラブ会報『別冊 来生たかお』発行開始。
1999年
9月24日：井上陽水のシークレットライヴ（東京都・スイートベイジル139）にゲスト出演（12月26日にNHK総合で、12月10日にNHK-BS2で放送）。「シルエット・ロマンス」（ピアノ/ソロ歌唱）、井上陽水の楽曲「少年時代」（ピアノ/歌唱：井上陽水）を披露。
10月28日：自動車の運転免許を取得。
2000年
日本コロムビアからキティMMEへ所属レコード会社を移籍。株式会社シンプレックス・ミュージックに所属事務所を移籍。
1月：オフィシャルファンクラブ会報『別冊 来生たかお』発行終了。
5月15日（放送）：関西テレビ・フジテレビ系『SMAP×SMAP』内のコーナー『SMA☆SMASH』にゲスト出演。「夢の途中」（ピアノ/Duet with SMAP）、「Goodbye Day」（ピアノ/Duet with SMAP）、SMAPの楽曲「Let It Be」（ピアノ/Duet with SMAP）を披露。
10月21日：マキシシングル「地上のスピード」をリリース。
11月10日：オリジナル・アルバム『Dear my company』をリリース。
2001年
『Stand Alone』と題した弾き語りツアーを初開催。
2002年
9月6日：マキシシングル「Day by day」をリリース。
9月1日（放送）：テレビ東京系音楽番組『そして音楽が始まる』で「夢の途中」「セーラー服と機関銃」が取り上げられ、姉弟それぞれにインタビューで出演。
2003年
2月15日（放送）：BS-i（BS-TBS）『KISUGI TAKAO STUDIO CONCERT 〜Day by day〜』において、前年のコンサートツアー『来生たかおコンサート2002』の全セットリストをスタジオライヴで全曲披露。
2004年
11月17日：オリジナル・ミニ・アルバム『égalité』をリリース。
2005年
6月10日（放送）：BSフジの音楽番組『HIT SONG MAKERS 栄光のJ-POP伝説』に姉弟で出演。
10月15日：歌手デビュー30周年企画コンサートツアー『30th Anniversary Concert Tour 2005 avantage アヴァンタージュ』を開始（12月25日終了）。
10月19日：2枚組（CD＋DVD）オリジナル・アルバム『avantage』をリリース。
12月3日：歌手デビュー30周年企画として、幼少期から現在までの写真をレイアウトした切手シート（80円切手10枚/便箋10枚/封筒5枚）をリリース。
2006年
映像作品『TAKAO KISUGI 30th Anniversary X'mas Concert 2005 avantage』をリリース。
2008年
5月31日・6月1日：『小椋佳トリビュートコンサート〜夢歌詩、あるところに〜』にゲスト出演。フライング・キティ・バンドへの提供曲「愛の足跡」（ソロ歌唱）、小椋佳の楽曲「少しは私に愛をください」（ピアノ/Duet with 小椋佳）、「残された憧憬」（メドレー内のソロ歌唱）、「さらば青春」（出演者全員の合唱）を披露。
6月25日：企画アルバム（初のライブ・アルバム）『Try to remember』をリリース。
12月10日：オリジナル・アルバム『余韻』をリリース。
初孫が誕生。
2010年
7月：歌手デビュー35周年記念アルバムのために、オフィシャルホームページやコンサート会場にて収録曲のリクエストを募集（〜7月31日）
11月17日：オフィシャルホームページがリニューアル（および、下記ニューアルバムのリリース発表）。
11月30日：「TEN YEARS」のメール会員に向けて「来生たかお Information」の配信がスタート。
12月12日：オリジナル・アルバム『ひたすらに』を「http://tenyears.shop-pro.jp/」で先行リリース。
2011年
2月23日：オリジナル・アルバム『ひたすらに』を一般リリース。
3月5日：歌手デビュー35周年企画コンサートツアー『来生たかお 35th Anniversary Concert Tour 2011 ひたすらに』を開始。

## コンサートツアー/スペシャルライヴ
※ 太字はメインのツアー、＊は他のアーティストとの共演ステージ
1976年
9月30日：新宿ロフト オープン記念前夜祭（東京都・新宿ロフト）
10月12日：デビューコンサート（東京都・青山タワーホール）
10月23日：デビューアルバム発売記念コンサート（東京都・下北沢ロフト）
11月26日：公演名不明（東京都・下北沢ロフト）
12月5日：マガジン・シティ・コンサート（東京都・郵便貯金ホール/出演：古井戸、庄野真代 他）＊
1977年
7月29日：GREEN GREEN MUSIC FESTIVAL（千葉県・マザー牧場/出演：泉谷しげる、山下達郎、吉田美奈子）＊
1978年
5月12日：石川セリとのジョイントコンサート（東京都・調布グリーンホール）
11月2日：広島フォーク村とゆかいな仲間コンサート（広島県・日立ファミリーホール/出演：うめ（田中雅彦）ガーターフーファミリーバンドゆかいな仲間）＊
1979年
4月25日：3rd Trial（会場不明）
9月27日：パステル・ライブ（東京都・東京厚生年金会館小ホール）
1980年
4月 - ：初の全国コンサートツアー（会場不明 - ）
7月21日：小林みちひろとのジョイントコンサート（東京都・郵便貯金ホール）
9月 - ：秋のコンサートツアー（会場不明 - ）
10月4日：Kitty Festival 1 Flying Kitty Party '80（東京都・日比谷野外音楽堂/出演：高中正義、上田正樹、豊島たづみ、ラビ、白竜）＊
1981年
5月1日 - ：コンサートツアー（会場不明 - ）
1982年
3月16日 - ：Concert Tour '82 夢の途中…（愛知県・名古屋中小企業センター - /34公演）
7月4日：ニューミュージック・ウェイブ'82（東京都・日比谷野外音楽堂/出演：ウエルカム、VIRGIN VS、H2O、川口雅代、小林みちひろ、詩織、Sugar、庄野真代、ブラッディメリー、ロブバード、山本達彦、山本コウタロー〈司会〉）＊
9月4日：シルエット・ロマンス・コンサート（東京都・日比谷公会堂）
9月18日：公演名不明（東京都・町田市民会館/出演：岩崎良美?）
9月24日 - ：Concert Tour '82 Much More...（神奈川県・神奈川県民ホール - /49公演・9万人動員）
1983年
5月：松田聖子『'83 Spring Concert』（東京都・厚生年金会館/出演：松田聖子、杉真理）＊
5月26日 - ：Concert Tour '83 ミディアム気分で…（会場不明 - /75公演・15万人動員）
7月1日・2日：公演名不明（東京都・NHKホール）
1984年
5月28日 - ：Concert Tour '84 Romantic Cinematic（神奈川県・神奈川県民ホール - /60公演・12万人動員）
11月23日・12月2日：ポール・モーリア来日公演『PAUL MAURIAT JAPAN TOUR 1984』（東京都・NHKホール/大阪府・大阪フェスティバルホール）＊
12月24日：AJI.NO.MOTOスペシャル 来生たかおウイズ・ナゴヤシティ管弦楽団（愛知県・名古屋市公会堂）
1985年
6月24日・30日：Night Visitor コンサート（東京都・東京厚生年金会館/神奈川県・神奈川県民ホール/出演：来生たかお&ヒズ・オーケストラ）
8月17日：第16回新日本フィル軽井沢音楽祭（長野県・軽井沢プリンスホテル晴山館野外ステージ/出演：山本直純、新日本フィルハーモニー交響楽団）
9月3日 - ：Concert Tour '85 Only Yesterday（東京都・武蔵野市民文化会館 - /44公演）
9月16日：科学万博 閉会パーティー（会場不明）
10月30日：ホンダ・サウンド・カーゴ トゥデイ・ライブ（神奈川県・横浜プリンスホテル）
12月23日：横浜クリスマス公演（神奈川県・会場不明）
1986年
2月28日：全日空スカイホリデー・スペシャル（北海道・札幌厚生年金会館/出演：山形由美）
4月11日：公演名不明（埼玉県・浦和市文化センター/埼玉サークル推進連合会主催）
日付不明 - ：Concert Tour '86 I Will…（会場不明 - ）
6月30日 - 7月22日：来生たかお 10th ANNIVERSARY“ELEVEN NIGHT THEATER”（東京都・FM東京ホール/ゲスト：来生えつこ）
8月23日：ブライダルショー（岐阜県・岐阜文化センター）＊
9月14日：プレママコンサート（会場不明）＊
1987年
6月7日：小椋佳コンサート 君を歌おうとして（東京都・NHKホール/出演：小椋佳、井上陽水）＊
8月6日：夏 長崎から さだまさし（長崎県・長崎市営ラグビー・サッカー場/出演：さだまさし、村下孝蔵、白鳥座、吉田政美〈元グレープ〉）＊
8月31日：KACファン感謝コンサート（東京都・中野サンプラザ/出演：島津冴子、杉山佳寿子、千葉繁、島本須美、青木和代、ピカソ、南翔子、松永夏代子、成清加奈子、村下孝蔵）
10月24日：第37回 名古屋女子大学大学祭（愛知県・名古屋市公会堂）＊
12月 - ：Concert Tour '87〜'88 Étranger（会場不明 - ）
12月21日：ピカソのコンサート（東京都・TOKYO FMホール）
1988年
2月：バレンタイン・クリスタルナイト（千葉県・東京ベイヒルトン/セゾンカード会員が対象）
8月 - ：火の国まつり（熊本県・会場不明）＊
9月12日 - ：来生たかお With フルオーケストラコンサート STÉLLA（東京都・昭和女子大学人見記念講堂 - /5公演）
日付不明 - ：Concert Tour '88〜'89 With Time（会場不明 - ）
12月24日・25日：クリスマスコンサート（東京都・中野サンプラザ）
1989年
2月：バレンタイン・クリスタルナイト（千葉県・東京ベイヒルトン/セゾンカード会員が対象）
7月15日：CLUB NIGHT page 1（神奈川県・クラブチッタ川崎）
12月3日 - ：Concert Tour '89〜'90 Something Else（石川県・石川厚生年金会館 - ）
11月1日：CONCERT IN YAHATA With Time（福岡県・会場不明）
11月3日：しあわせの村 来生たかおコンサート（兵庫県・しあわせの村）
12月20日：来生たかお レイトショー・ナイト（東京都・日清食品東京本社ビル 日清パワーステーション）
12月24日・25日：クリスマスコンサート（東京都・中野サンプラザ）
1990年
2月：バレンタイン・クリスタルナイト（千葉県・東京ベイヒルトン/セゾンカード会員が対象）
3月 - ：TOKYU MUSIC PLAZA（東京都・会場不明 - /5公演/出演：河合奈保子）＊
4月21日：MERMAID DREAM WITH KISUGI TAKAO（三重県・ホテル鳥羽小涌園 野外ステージ）
6月23日：ファンクラブ集会（）
8月5日：公演名不明（富山県・会場不明）
8月11日：第3回 信州佐久音楽祭（長野県・佐久市駒場公園/出演：群馬交響楽団、小比類巻かほる、薗田憲一とデキシー・キング・ラグーナ・ベルデ、濤川栄太）＊
8月31日：太田市野外コンサート（群馬県・会場不明）
日付不明 - ：Concert Tour '90〜'91 永遠の瞬間 THE MOMENT（会場不明 - ）
12月24日・25日：クリスマスコンサート（東京都・中野サンプラザ）
1991年
2月：バレンタイン・クリスタルナイト（千葉県・東京ベイヒルトン/セゾンカード会員が対象）
3月：公演名不明（新潟県・上越文化会館）
4月29日：クラシック・ベスト・アルバム・コンサート（東京都・パルテノン多摩/with オーケストラ）
日付不明：NECナイトフェスティバル（東京都・日比谷シティ/出演：柳ジョージ、マイケル富岡〈司会〉）＊
日付不明：世界陶芸祭 セラミック・ワールド しがらき'91 陶芸コンサート（滋賀県・会場不明/出演：山本直純、関西フィルハーモニー管弦楽団）＊
5月23日：15周年記念イベント・来生たかお in 武道館 アコースティックスペシャル（東京都・日本武道館/ with 神奈川フィルハーモニー管弦楽団）
7月5日・6日・7日：AMLUX PARTY（東京都・アムラックス東京/ゲスト：来生えつこ）
8月2日：びわ湖 水の祭典 SAVE The EARTH, SAVE The LAKE '91（滋賀県・矢橋帰帆島特設ステージ/出演：ジョージ川口、NewBig4+1、サリナ・ジョーンズ、渡辺貞夫グループ）＊
8月8日：YODO SUMMER CARNIVAL 来生たかお トワイライトサマーコンサート（京都府・JRA京都競馬場 スタンド前特設ステージ）
9月?日・19日：Autumn Mind（福岡県・久留米市民会館）
10月26日：来生たかお・ライブ&トーク（東京都・山野楽器 銀座店）
日付不明 - ：来生たかお Since 1976 Concert Tour FROM NOW（会場不明 - ）
11月11日：LOVE&MUSIC（兵庫県・神戸国際会館）＊
12月24日・25日：クリスマスコンサート（東京都・中野サンプラザ）
1992年
2月：バレンタイン・クリスタルナイト（千葉県・東京ベイヒルトン/セゾンカード会員が対象）
2月26日：ギルバート・オサリバンの日本公演（東京都・中野サンプラザ）＊
7月24日：来生たかおディナーショー（愛知県・ホテルキャッスルプラザ 鳳凰の間）
8月1日：ハイパー・はたち'92豊明市制20周年記念 来生たかおコンサート（愛知県・JRA中京競馬場 特設ステージ）
9月12日：クローズドイベント（静岡県・御殿場市民会館）
9月26日：来生たかお WITH ORCHESTRA CLASSIC ALBUM CONCERT（埼玉県・大宮ソニックシティ）
11月28日 - ：Concert Tour'92〜'93 BASIC（千葉県・芝山文化センター - /44公演・4.7万人動員）
12月24日・25日：クリスマスコンサート（東京都・中野サンプラザ）
1993年
2月：バレンタイン・クリスタルナイト（千葉県・東京ベイヒルトン/セゾンカード会員が対象）
3月27日：1万人の卒業パーティ（大阪府・大阪城ホール/出演：ジェームス三木、風間トオル 他）＊
7月10日：ホテルヘリテイジディナーショー（埼玉県・ホテルヘリテイジオーロラホール/2回ステージ）
7月23・24日：Acoustic Tracks（東京都・Bunkamura オーチャードホール）
7月31日：秩父ミューズコンサート（埼玉県・秩父ミューズパーク野外ステージ/出演：加瀬邦彦とザ・ワイルドワンズ、COCO）
8月15日：信州博覧会 芙蓉ミュージックサラダ 来生たかおコンサート（長野県・松本市松本平広域公園緑地）＊
9月5日：パルセいいざか 1周年記念コンサート（福島県・パルセいいざか）
10月3日 - ：Autumn Concert（埼玉県・入間市市民会館 - /3公演）
11月18日 - ：Concert Tour '94〜'95 Passage（東京都・パルテノン多摩 - /40公演）
12月24日・25日：クリスマスコンサート（東京都・中野サンプラザ）
1994年
2月12日：バレンタイン・クリスタルナイト（千葉県・東京ベイヒルトン/セゾンカード会員が対象）
6月10日：TAKAO CLUB ファンの集い（山梨県・リゾナーレ音楽の森ホール）
7月16・17日：Acoustic Tracks 2（東京都・Bunkamura オーチャードホール）
9月14日：CORONA SPECIAL CONCERT '94（新潟県・県央地域地場産業振興センター）
9月25日：来生たかおファイナル・リゾートコンサート（和歌山県・和歌山マリーナシティ）
10月2日：公演名不明（千葉県・松戸市民会館/完全招待制 抽選で950組）
10月15日：公演名不明（千葉県・銚子市青少年文化センター/完全招待制 抽選で600組）
10月31日：公演名不明（東京都・玉川高島屋別西館 アレーナホール）
10月9日：高山短大祭（高知県・高山短期大学文化記念講堂）
10月23日：高知医科大学 南風祭（高知県・高知医科大学体育館）
10月26日：桐生短期大学 白菊祭（群馬県・笠懸野文化ホール“パル”）
11月11日：お茶の水女子大学微音祭（東京都・お茶の水女子大学微音講堂）
11月23日 - ：Concert Tour '94〜'95 Another Story（茨城県・神栖町文化センター - /26公演）
12月24日・25日：クリスマスコンサート（東京都・中野サンプラザ）
1995年
2月10日：バレンタイン・クリスタルナイト（千葉県・東京ベイヒルトン/セゾンカード会員が対象）
5月12日 - 14日：TAKAO CLUB PARTY in 御殿場（静岡県・会場不明）
5月25・26日：JRA主催イベント（宮城県・仙台サンプラザホール/福島県・福島県文化センター）
7月21日：来生たかお 20周年Special Concert ベストセレクション 浅い夢から（東京都・NHKホール）
8月5日：公演名不明（東京都・竹芝ニューピアホール）
9月8日：来生たかお withオーケストラ（栃木県・那須野が原ハーモニーホール/with 東京ニューフィルハーモニック管弦楽団）
12月3日 - ：20th Anniversary Concert Tour '95〜'96 夢より遠くへ（会場不明 - ）
12月19日：公演名不明（大阪府・サンルート瀬戸大橋）
12月24日・25日：クリスマスコンサート（東京都・中野サンプラザ）
1996年
2月10日：バレンタイン・クリスタルナイト（千葉県・東京ベイヒルトン/セゾンカード会員が対象）
7月6日 - ：Acoustic Tracks（兵庫県・チキンジョージ - /5公演）
7月23日：世界炎の博覧会（佐賀県・有田町 博覧会会場イベント広場）
7月28日：全国森と湖に親しむつどい '96しゃくなげ湖フェスティバル 森と湖に親しむコンサート（新潟県・六日町三国川ダム 屋外特設ステージ/出演：財津和夫、渡辺真知子 他）＊
8月：公演名不明（千葉県・駅ビル〈会場名不明〉）
8月：公演名不明（長野県・野沢温泉〈会場名不明〉）
9月7日：公演名不明（福島県・昭和村公民館）
9月20日：公演名不明（神奈川県・鎌倉芸術館）
9月22日：縄文まつり（福井県・三方町屋外特設ステージ）
9月29日：公演名不明（千葉県・我孫子市民会館）
10月：公演名不明（神奈川県・関内ホール）
10月：公演名不明（東京都・青梅〈会場名不明〉）
10月：東海女子大学学園祭（岐阜県・会場名不明）
11月3日：SHOREI祭 来生たかお AIDS チャリティーコンサート（三重県・松阪大学  大体育館）
11月：松阪大学学園祭 （三重県・会場名不明）
11月16日：公演名不明（大阪府・浄るりシアター）
11月20日：公演名不明（北海道・文化センターさざ波）
11月30日：岡島ディナーショー 来生たかお（長野県・ベルビア 岡島ローヤル会館）
12月24日：ハートフルディナーショー 来生たかおのロマンティックイブ（長崎県・ハウステンボス ヨーロッパホテル長崎 レンブラントホール）
12月25日：来生たかお イン・クリスマス（東京都・銀座東急ホテル/2回ステージ）
1997年
1月18日：Acoustic Concert（埼玉県・狭山市市民会館大ホール）
2月8日：バレンタイン・クリスタルナイト（千葉県・東京ベイヒルトン/セゾンカード会員が対象）
2月：アジア音楽祭（沖縄県・会場名不明）＊
2月22日 - ：Concert Tour '97 Purity（栃木県・野木町文化会館〈エニスホール〉/24公演）
5月31日：KOBE NIGHT（兵庫県・新神戸オリエンタル劇場）
7月26日：公演名不明（兵庫県・エルデホール）
7月27日：公演名不明（兵庫県・夢ホール）
8月8日：ほんべつ・とうもろこし3万坪迷路オープン前夜祭 コーンライブ'97（北海道・とうもろこし3万坪迷路 特設ステージ）
8月22日：公演名不明（青森県・日本海拠点館）
9月18日：来生たかおLIVE そしてほのかに夏は行く/第一夜 WONDER NIGHT（東京都・日清食品東京本社ビル 日清パワーステーション）
9月26日：来生たかおLIVE そしてほのかに夏は行く/第二夜 SLOW NIGHT（東京都・日清食品東京本社ビル 日清パワーステーション）
11月6日：公演名不明（福島県・棚倉町文化センター倉美館）
11月8日：アコースティックコンサート（秋田県・仙南村公民館）
11月16日：新庄総合公園 野外音楽堂 オープニング記念イベント（和歌山県・新庄総合公園野外音楽堂）
11月28日：'97やまなしワインコンサート（山梨県・山梨県立県民文化ホール小ホール）
12月12日：LIVE LIVE 1997 ACOUSTIC NIGHTS（群馬県・グリーンドーム前橋サブイベントエリア）
12月17日：公演名不明（宮城県・仙台第2ワシントンホテルレインボーホール）
12月24日：来生たかお イン・クリスマス（東京都・銀座東急ホテル）
1998年
1月30日：ヒューマニティ大阪 演劇とライブ 来生たかおLIVE（大阪府・大阪サンケイホール/第2部）
2月14日：バレンタイン・クリスタルナイト（千葉県・東京ベイヒルトン/セゾンカード会員が対象）
2月28日・3月28日：コンサート'98 ぬくもりを探して（東京都・ティアラこうとう/大阪府・梅田HEAT BEAT）
3月21日：98八景島 年金フェスティバル 来生たかおコンサート（神奈川県・横浜市八景島シーパラダイス）
6月27日：コンサート'98 Memory Melody（東京都・渋谷公会堂）
8月2日：第9回あづみ野池田音楽祭（長野県・池田町立美術館野外ステージ/出演：西田ひかる）＊
8月8日：来生たかおサンセットドリーム（神奈川県・鎌倉プリンスホテル バンケットホール七里ヶ浜）
10月9日：シークレットライブ（佐賀県・伊万里文化ホール/出演：パパス）
11月28日：来生たかおコンサート（宮城県・岩出山町文化会館）
12月14日：まちづくりコンサート（東京都・保谷こもれびホール）
12月26日：1998 YEAR-END CONCERT 時よ ゆっくり（東京都・中野サンプラザ）
1999年
2月6日：バレンタイン・クリスタルナイト（千葉県・東京ベイヒルトン/セゾンカード会員が対象）
2月13日 - ：Concert Tour '99 Picturesque Melody（千葉県・市原市市民会館 - ）
7月31日：鎌倉プリンスホテル サマーディナーショー SUNSET DREAM（神奈川県・鎌倉プリンスホテル バンケットホール七里ヶ浜）
9月4日：いいでめざみの里まつり'99前夜祭 来生たかおコンサート（山形県・飯豊町町民総合センター あ〜す多目的ホール）
9月24日：井上陽水のシークレットライヴ（東京都・スイートベイジル139/出演：忌野清志郎、奥田民生）＊
11月23日：成美教育文化会館竣工2周年記念 来生たかおコンサート（東京都・成美教育文化会館成美グリーンホール）
12月14日：公演名不明
12月23日：スペシャルコンサート1999 Made In X'mas（東京都・中野サンプラザ）
2000年
2月9日：Saison Club ORIGINAL TOUR 来生たかおカクテルミニコンサート（北海道・ヒルトン小樽/セゾンカード会員が対象）
3月4日：勝沼 天空フェスタ（山梨県・ぶどうの丘ホール）
3月18日：Takao Kisugi Concert（広島県・ジミー・カーターシビックセンター）
6月30日：平松愛理 来生たかお ジョイントコンサート（群馬県・明和町ふるさと産業文化館）
7月2日：来生たかおコンサート アコースティックバージョン（長野県・小海町音楽堂ヤルヴィホール -/2公演）
7月8日：公演名不明（茨城県・ゆうゆう十王Jホール）
7月16日：青森県十和田湖 湖水まつり2000（青森県・十和田湖）＊
7月18日：来生たかお スペシャルライブ（東京都・スイートベイジル139）
7月29日：鎌倉プリンスホテル サマーディナーショー SUNSET DREAM（神奈川県・鎌倉プリンスホテル バンケットホール七里ヶ浜）
8月10日：日本海夕日コンサート（新潟県・新潟市青山海岸特設ステージ/出演：服部克久と音楽畑オーケストラ、岩崎宏美、南こうせつ、サーカス、新潟市ジュニア合唱団）＊
8月20日：一里野音楽祭（石川県・一里野温泉スキー場 野外ステージ/出演：南佳孝、石川セリ、尾崎亜美、山梨鐐平）＊
10月7日：観月の夕べ 来生たかおムーンライトコンサート2000（愛知県・刈谷市洲原公園特設ステージ）
10月14日：平成12年度音楽鑑賞の集い 来生たかおコンサート（茨城県・協和町体育館）
10月21日 - ：25th Anniversary Concert Tour 2000 Dear My Company（神奈川県・秦野市文化会館 - /12公演〈※クリスマス公演は除外〉）
12月17日：スペシャルライブ&握手会（東京・銀座山野楽器本店イベントスペースJAM SPOT）
12月22日 - ：25th Anniversary Concert Tour 2000 Dear My Company クリスマス公演（広島県・アステールプラザ大ホール/大阪府・大阪厚生年金会館芸術ホール/富山県・富山県民会館）
2001年
1月19日：ニューイヤーブッフェ&ショー（千葉県・新浦安オリエンタルホテル）
2月11日：ドコモとくもりキャンペーン（石川県・金沢市観光会館）
2月24日：益城町文化会館自主事業コンサート（熊本県・益城町文化会館）
3月2日 - ：25th Anniversary Special Concert Acoustic Tracks Version 2001（埼玉県・大宮ソニックシティ - /7公演）
3月16日：平松愛理 来生たかお ジョイントコンサート（千葉県・多古町コミュニティプラザ文化ホール）
3月23日 - 25日：鳥島周遊アホウドリ・ウォッチングクルーズ（神奈川県横浜市発着・『ふじ丸』船上）
日付不明：来生たかお&オーケストラ・アンサンブル金沢 ポップスロマンチックコンサート（石川県・会場不明）
7月15日：来生たかお CONCERT 2001 Acoustic Tracks Vol.II （東京都・SHIBUYA-AX）
7月28日：鎌倉プリンスホテル サマーディナーショー SUNSET DREAM（神奈川県・鎌倉プリンスホテル バンケットホール七里ヶ浜）
9月20日 - ：ソロライブ Stand Alone（宮城県・仙台ビープベースメントシアター - /7公演）
10月13日：TAKAO KISUGI CONCERT Twilight Glow（神奈川県・横浜ホテルニューグランド レインボーボールルーム/ゲスト：山梨鐐平）
11月22日：公演名不明（神奈川県・生涯学習センター/一般入場不可）
11月24日：公演名不明（熊本県・須恵村文化センター）
12月15日・22日・24日：来生たかおクリスマスコンサート2001 Touch of Tomorrow（神奈川県・ハーモニーホール座間/東京都・中野サンプラザ/大阪府・厚生年金会館芸術ホール）
2002年
2月16日：めざましクラシックス in ふくい（福井県・ハーモニーホールふくい大ホール）
2月22日 - ：Acoustic Concert 2002（福岡県・サザンクス筑後小ホール - 4公演）
3月1日：めざましクラシックス in KUROISO（栃木県・黒磯市文化会館大ホール）
3月8日：庄野真代とのジョイントコンサート（山梨県・スコレーセンター）
7月7日：松田真人 Piano Solo Live 心のままに（埼玉県・Ad-lib）＊
7月27日：鎌倉プリンスホテル サマーディナーショー SUNSET DREAM（神奈川県・鎌倉プリンスホテル バンケットホール七里ヶ浜）
9月6日 - ：来生たかおコンサート2002（埼玉県・鴻巣市文化センター〈クレアこうのす〉 - /7公演〈※クリスマス公演は除外〉）
11月2日 - ：来生たかおアコースティックコンサート2002 Day by day（東京都・成美教育文化会館 - /3公演）
11月26日 - ：ソロコンサート2002 Day by day（栃木県・宇都宮市文化会館小ホール - /4公演）
12月19日・21日：来生たかおクリスマスコンサート2002 Day by day（大阪府・大阪厚生年金会館小ホール/東京都・中野サンプラザ）
2003年
2月23日：松田真人 Piano Solo Live（埼玉県・Ad-lib）＊
6月4日 - ：来生たかおトリオライブ Acoustic Tracks 2003（東京都・町田市民ホール - /3公演）
6月14日 - ：来生たかおソロライブ Stand Alone 2003（大阪府・ザ・フェニックスホール - /7公演）
7月26日：鎌倉プリンスホテル サマーディナーショー SUNSET DREAM（神奈川県・鎌倉プリンスホテル バンケットホール七里ヶ浜）
8月27：ホテル青森 ディナーショー（青森県・ホテル青森）
9月21日：金沢教職員組合コンサート（石川県・文教会館）
9月25日：めざましクラシックス in 横浜（神奈川県・横浜みなとみらいホール 大ホール/出演：高嶋ちさ子、ジェイク・シマブクロ、軽部真一）＊
9月26日：めざましクラシックス in 山形 秋を彩る音楽たち（山形県・山形市民会館/出演：高嶋ちさ子、軽部真一 他）＊
11月7日：来生たかお アコースティックコンサート（福島県・伊達町ふるさと会館MDDホール）
12月7日：ホテルリッチ酒田 ディナーショー（山形県・ホテルリッチ酒田）
12月13日：めざましクラシックスin Fuji（静岡県・富士ロゼシアター大ホール/出演：高嶋ちさ子、軽部真一 他）＊
12月19日・24日・25日：2003年 来生たかおクリスマスコンサート（大阪府・大阪リサイタルホール/東京都・東京芸術劇場中ホール）
2004年
1月9日：めざましクラシックス in もりおか（岩手県・盛岡市民文化ホール大ホール/出演：高嶋ちさ子、軽部真一 他）＊
1月11日：めざましクラシックス in 高岡（富山県・高岡市民会館ホール/出演：高嶋ちさ子、軽部真一 他）＊
1月25日：西東京市合併3周年記念 来生たかおコンサート（東京都・保谷こもれびホール）
2月6日：来生たかお スペシャルサロンライブ（入れ替え制2ステージ各40名限定/東京都・南青山GARGERY HOUSE）
2月28日：朝日新聞創刊125周年 京都新工場誕生特別企画 来生たかおアコースティックコンサート（京都府・京都産業会館シルクホール）
4月24日 - ：来生たかおソロライブ Stand Alone 2004（千葉県・行徳文化ホールI&I - /4公演）
5月3日：赤坂プリンスホテルビュッフェディナーショー STREET CLUB ZONE Special Acoustic concert 2004（東京都・赤坂プリンスホテル新館クリスタルパレス）
5月9日：めざましクラシックス in 金沢（石川県・石川県立音楽堂コンサートホール）
7月24日：鎌倉プリンスホテル サマーディナーショー SUNSET DREAM（神奈川県・鎌倉プリンスホテル バンケットホール七里ヶ浜）
9月25日：来生たかお CONCERT 2004 in Autumn（埼玉県・北本市文化センターホール）
10月8日・9日：アコースティックコンサート2004（神奈川県・杜のホールはしもと/栃木県・黒羽町文化複合センター）
10月24日：ふれ愛・ときめき 西三河フェスティバル2004 in 安城（愛知県・安城学園高校体育館）＊
12月16・18日：クリスマスコンサート2004 égalité（大阪府・大阪厚生年金会館芸術ホール/東京都・中野サンプラザ）
2005年
1月13日：ミニライヴ&握手会（東京都・銀座山野楽器本店イベントスペースJamSpot）
1月15日・2月8日・19日：来生たかお Acoustic Concert 2005（栃木県・宇都宮グランドホテル/神奈川県・ローズホテル横浜/兵庫県・あさご・ささゆりホール）
2月20日：めざましクラシックス in 佐賀（佐賀県・佐賀市文化会館大ホール/出演：高嶋ちさ子、軽部真一 他）＊
3月12日 - ：来生たかおソロライブ Stand Alone 2005（長崎県・長崎文化放送 - /5公演）
7月23日：鎌倉プリンスホテル サマーディナーショー SUNSET DREAM（神奈川県・鎌倉プリンスホテル バンケットホール七里ヶ浜）
9月11日：来生たかお ライブ2005（大阪府・松原市文化会館）
10月15日 - ：30th Anniversary Concert Tour 2005 avantage アヴァンタージュ（静岡県・御殿場市民会館 - /9公演〈※クリスマス公演は除外〉）
12月17日：第24回藤沢市ふれあいステージ 来生たかおConcert（神奈川県・藤沢市民会館大ホール）
12月9日・23日・24日・26日：30th Anniversary X'mas Concert Tour 2005 avantage アヴァンタージュ（神奈川県・神奈川県民ホール/愛知県・Zepp Nagoya/大阪府・大阪厚生年金会館芸術ホール/東京都・中野サンプラザ）
2006年
1月14日：ミニライヴ&握手会（東京都・銀座山野楽器本店イベントスペースJamSpot）
7月7日 - ：来生たかおソロライブ Stand Alone 2006（東京都・Duo Music Exchange - /4公演〈※クリスマス公演は除外〉）
8月17日：BS朝日+GyaOプレゼンツ SHAKE THE MUSIC LIVE Vol.12（抽選の250組無料招待/東京都・STUDIO COAST/出演：川上つよしと彼のムードメイカーズ、タケカワユキヒデ feat．渡辺香津美）＊
9月22日・10月20日・11月24日：マンスリーソロライブ Stand Alone Another Side（東京都・TOKYO FMホール）
12月17日・22日・23日：スペシャルライブ2006 Stand Alone Christmas Color（大阪府・御堂会館大ホール/東京都・九段会館大ホール/東京都・九段会館大ホール）
2007年
3月21日：来生たかおコンサート（神奈川県・茅ヶ崎市民文化会館大ホール）
4月14日：来生たかお アコースティックコンサート（山形県・山形テルサテルサホール）
6月2日：来生たかお アコースティックコンサート（山形県・新庄市民文化会館大ホール）
3月24日 - ：来生たかおソロライブ Stand Alone 2007（北海道・生涯学習センターコスモスホール- /8公演〈※クリスマス公演は除外〉）
9月19日 - ：Acoustic Tracks 2007（福島県・會津風雅堂 - /13公演）
12月13日・21日：スペシャルライブ2007 Stand Alone Christmas Color（大阪府・大阪厚生年金会館芸術ホール/東京都・東京厚生年金会館）
2008年
1月26日：アコースティックコンサート2008（群馬県・渋川市民会館）
2月16日 - ：来生たかおソロライブ Stand Alone 2008（宮城県・Zepp Sendai - /11公演〈※クリスマス公演は除外〉）
5月31日・6月1日：小椋佳トリビュートコンサート 夢歌詩、あるところに（東京都・東京国際フォーラム/出演：小椋佳、中村雅俊、堀内孝雄、中西保志、高橋孝、えり、September、ESCOLTA、梅沢富美男〈31日〉、さだまさし〈1日〉）＊
8月4日：ミニ・ライヴ&握手会（東京都・銀座山野楽器本店イベントスペースJamSpot）
11月24日：第17回 千葉いのちの電話 2008年コンサート 来生たかおアコースティックコンサート 浅い夢（千葉県・習志野文化ホール）
12月20日・23日：Stand Alone 2008 Christmas Color（大阪府・大阪厚生年金会館芸術ホール/東京都・東京厚生年金会館）
2009年
2月11日 - ：コンサートツアー2009 余韻（宮城県・仙台市青年文化センターシアターホール -/8公演）
2月22日：めざましクラシックス in おきなわ（沖縄県・沖縄コンベンションセンター/出演：加羽沢美濃、軽部真一 他）＊
7月18日 - ：来生たかおソロライブ Stand Alone 2009（東京都・Duo music exchange - /4公演〈※クリスマス公演は除外〉）
12月19日・23日：Stand Alone 2009 Christmas Color（大阪府・サンケイホールブリーゼ/東京都・東京厚生年金会館）
2010年
4月24日 - ：来生たかおソロライブ Stand Alone 2010（千葉県・行徳文化ホールI&I - /9公演）
12月5日：Xmasディナー&カクテルショー
12月22日：35th Anniversary スペシャル・ライブ2010 Stand Alone Christmas Color
2011年
1月29日・30日：めざましクラシックス in 秋田 Vol.9（秋田県・秋田市文化会館大ホール）
2月11日：イナザワサウンドサーカス vol.5（愛知県・稲沢市民会館大ホール/出演：大橋純子、尾崎亜美）
3月5日 - ：来生たかお 35th Anniversary Concert Tour 2011 ひたすらに（埼玉県・坂戸市文化会館 - /9公演）
7月1日：来生たかお 35th Anniversary Solo Live Premium Stand Alone 2011（東京都・サントリーホール大ホール）
7月24日：来生たかおソロライブ Stand Alone 2011（熊本県・八代市鏡文化センター）
9月3日：小堺クンのおすましでSHOW 26 プリズン・ブラザーズ（東京都・東京グローブ座/出演：小堺一機、松尾伴内、川本成（あさりど）、堀口文宏（あさりど）他）＊
10月01日：RYUMEI Birthday LIVE（東京都・ROCKER ROOM/出演：RYUMEI、北村真紀、SATO、RYO 他）＊
12月17日：来生たかお VOICE PARTY 2011（山形県・飯豊町町民総合センター“あ〜す”）
12月24日・25日：来生たかおソロライブ Stand Alone 2011 Christmas Color（東京都・新宿文化センター大ホール/兵庫県・神戸国際会館こくさいホール）

## ランキング

### オリコン・作曲売上
- 1981年：第122位
- 1982年：第2位
- 1983年：第7位
- 1984年：第44位
- 1985年：第96位
- 1986年：第17位
- 1987年：第20位
- 1988年：第48位
- 1989年：第54位
- 1991年：第146位
- 1992年：第250位
- 1993年：第340位

### 1982年オリコン・レコード売上
- 総合：第7位/シングル：第24位/LP：第7位/CT：第6位

### 1982年総合リクエスト
- ラジオ：夢の途中（第45位）
- 有線：夢の途中（第18位）/ねじれたハートで（第56位）/シルエット・ロマンス（来生ヴァージョン）（第76位）
- ジューク：夢の途中（第11位）/ねじれたハートで（第50位）/気分は逆光線（第89位）